# Michaël Goblet d'Alviella
Michaël Charles André graaf Goblet d'Alviella (Bern, Zwitserland, 7 maart 1955) is sinds 2002 burgemeester van de gemeente Court-Saint-Étienne in Waals-Brabant.

## Familie
Michaël graaf Goblet d'Alviella, een telg uit het geslacht Goblet d'Alviella en een directe afstammeling van de Belgische militair en eerste minister Albert Goblet d'Alviella, is een zoon van Jean graaf Goblet d'Alviella (1921-1990), burgemeester van Court-Saint-Étienne, en June Deidre Corfield (1928-2002). Hij is een jongere broer van voormalig Sofina-voorzitter Richard Goblet d'Alviella. Zijn grootvader was Conrad Corfield, een Brits ambtenaar en persoonlijk secretaris van onder meer Louis Mountbatten.
Hij trouwde in 1988 met Barbara Nelles met wie hij twee zonen kreeg.
Het kasteel in Court-Saint-Étienne is sinds 1844, door het huwelijk van Louis Goblet met Coralie d'Auxy, in het bezit van de familie Goblet d'Alviella. Ook Michaels vader Jean Goblet (1921-1990) was burgemeester van Court-Saint-Étienne (1977-1990).

## Loopbaan
Voor zijn burgemeesterschap was Goblet ambassadeur van België in Tanzania, consul-generaal van België in Israël en Japan en ambassadeur van België bij de Raad van Europa.